# Площадь Джохара Дудаева
Площадь Джохара Дудаева — городской топоним в Варшаве, расположенный в районе Влохи, на пересечении Иерусалимских аллей и улицы Популярная. Названа в честь первого президента самопровозглашённой Чеченской Республики Ичкерия Джохара Дудаева. Вокруг площади возводятся торговые центры и высотные здания.

## История присвоения названия
17 марта 2005 года Варшавский городской совет принял решение о присвоении перекрёстку улицы Популярной с Иерусалимской аллеей Варшавы имени первого президента самопровозглашённой Чеченской Республики Ичкерия. Решение принято по предложению членов горсовета от партии «Право и справедливость». В пользу переименования высказался также руководитель данной партии, президент Варшавского городского совета — Мэр (Президент города) Варшавы Лех Качиньский. В ходе обсуждения вопроса о переименовании перекрёстка представители Демократической крестьянской партии на городском совете внесли предложение присвоить ему имя детей, погибших в ходе террористического акта в Беслане. Данное предложение было отвергнуто большинством голосов. После того, как решение, выдвинутое на рассмотрение совета оппозиционной партией «Право и справедливость», поддержал президент Варшавы Лех Качиньский, оно было принято.
В обосновании к решению горсовета заявлялось, что «присвоение имени генерала Джохара Дудаева — первого президента Республики Чечня, будет оказанием чести стремлению чеченского народа к свободе, для которого Дудаев является символом многовековой борьбы за независимость». Один из инициаторов решения, член партии «Право и Справедливость», заявил:
Наше решение является признанием поляками такой ценности, как борьба за независимость, которую вот уже много лет ведёт мужественный чеченский народ.
Члены городского совета Варшавы отметили, что присвоение имени президента Джохара Дудаева площади Варшавы является продолжением последовательной деятельности городских властей, ранее принявшим постановление о городах-побратимах Варшавы и города Джохара (название города Грозный, столицы Чеченской Республики Ичкерии).

## Международная реакция

### Россия
МИД России оценил переименование как недружественный шаг со стороны Польши, как оскорбление памяти жертв терактов и «фактическое проявление поддержки международному терроризму». В комментарии Департамента информации и печати МИД России от 21 марта 2005 года было отмечено:
Решение городского совета Варшавы, принятое на основании инициативы депутатов от партии «Право и справедливость», поддержанной президентом города Лехом Качиньским, назвать один из перекрёстков польской столицы площадью имени Джохара Дудаева не может не вызвать возмущения.
Посол России в Польше в протесте, адресованном министерству иностранных дел Польши и президенту Варшавы Леху Качинскому, заявил: «Эта инициатива не может быть принята иначе как враждебный акт в отношении к Российской Федерации». Президент Варшавы Лех Качиньский отреагировал на заявление российского МИДа словами: «Это не их дело».
Председатель Московской городской думы В. М. Платонов в ответ на решение озвучил возможность переименования улицы Климашкина, на которой расположен Польский культурный центр в Москве, в честь генерала М. Н. Муравьёва-Виленского, которого в конце XIX века прозвали «вешателем» за жёсткое подавление восстания в Польше. В ответ на это Лех Качинский заявил, что в таком случае улица Бельведерская, на которой расположено посольство РФ, будет переименована в улицу Лжедмитрия.
Корреспондент ежедневного польского издания «Газета Выборча» в Москве Марцин Войцеховский отозвался о присвоении площади имени Джохара Дудаева:

«Сразу хочу сказать, что следует различать политику польских властей и политику городского совета Варшавы. Дело в том, что партия „Право и справедливость“ — это правая оппозиционная партия, одним из членов которой является президент Варшавы Лех Качиньский. Осенью этого года в Польше пройдут президентские выборы и выборы в парламент. Поэтому, как мне кажется, такое решение — это чистой воды пиар, и ничего больше. Но это в любом случае нельзя рассматривать как политику всей Польши, и тем более как отношение польского правительства к России. Что же касается самого места, то угол Популярной улицы и Иерусалимской аллеи — это окраина Варшавы, а не центр. Иерусалимская аллея — действительно одна из главных и центральных улиц Варшавы, но она очень длинная и пересекает почти всю столицу, а Популярная сходится с ней на самой окраине».

### Ичкерия
Решение городских властей Варшавы вызвало одобрение президента Чеченской Республики Ичкерия Абдул-Халима Сайдулаева. Сайдуллаев поприветствовал «увековечение имени борца за свободу» и приравнял польские власти к своим единомышленникам, заявив, что «и Польша, и Чечня на протяжении веков сражались за свою свободу с Российской империей».